# La Chapelle-d'Angillon
La Chapelle-d’Angillon là một xã thuộc tỉnh Cher trong vùng Centre-Val de Loire miền trung Pháp.

## Dân số
| 1962                                | 1968 | 1975 | 1982 | 1990 | 1999 | 2006 |
| ----------------------------------- | ---- | ---- | ---- | ---- | ---- | ---- |
| 686                                 | 727  | 744  | 756  | 687  | 667  | 655  |
| Từ năm 1962 Dân số không tính trùng |      |      |      |      |      |      |